# Vincent Lachambre
Vincent Lachambre (Brussel, 6 november 1980) is een voormalig Belgisch profvoetballer die als verdediger speelde.

## Biografie
In het seizoen 1998/99 maakte Vincent Lachambre zijn debuut in het betaalde voetbal, in het shirt van het Belgische RWDM. Hierna speelde hij op het hoogste niveau bij KRC Harelbeke. Daar was hij het eerste seizoen een vaste waarde. Hij werd door Roda JC-scout Nol Hendriks naar het Nederlandse Roda JC gehaald. Bij de club uit Kerkrade speelde hij het eerste seizoen de helft van de competitiewedstrijden. Het hoogtepunt van dat seizoen was zijn basisplaats in de UEFA-cup-wedstrijd tegen de Italiaanse grootmacht AC Milan. De man uit Brussel speelde een verdienstelijke wedstrijd als centrale middenvelder, maar werd tijdens de rust vervangen door Edrissa Sonko.
In de drie seizoenen die volgden kon Lachambre geen basisplaats veroveren, door de zware concurrentie van de Montenegrijn Predrag Filipovic. In twee seizoenen kwam de Belg niet verder dan twee optredens, waarna hij in de winter van 2005 verhuurd werd aan FC Eindhoven. Bij de Eindhovense club kon Lachambre de concurrentie wel aan, en veroverde direct een basisplaats. Roda JC was tevreden over de geboekte vooruitgang, en in het seizoen 2005/06 kreeg Lachambre een herkansing. Lachambre was twee jaar lang een vaste waarde in de basis van Roda JC. In twee seizoenen kwam hij in competitieverband 59 keer in actie. Hij won de strijd om de linksbackpositie van de Nederlandse Canadees Marcel de Jong, en werd daarmee de eerste speler voor deze positie. Later verloor hij de concurrentiestrijd, hij kwam toen centraal achterin te spelen.
Op 16 mei 2007 kreeg Lachambre een grote tegenslag. Zijn vijf maanden oude zoontje overleed plotseling. De uitvaart stond één dag voor de wedstrijd tegen NAC Breda gepland, maar Lachambre besloot gewoon in de basis te starten.
Een tweede grote tegenslag stond Lachambre in de voorbereiding van het seizoen 2007/08 te wachten. Op 29 april 2007 raakte de verdediger ernstig geblesseerd en lag zestien maanden uit de roulatie. Op 5 augustus 2008, toen de oefenwedstrijd tegen KVK Tienen plaatsvond, was Lachambre weer wedstrijdfit en startte meteen in de basis. Na 45 minuten bleef hij op eigen verzoek achter in de kleedkamer. In 2011 werd zijn contract door Roda niet verlengd. Lachambre mocht wel in Kerkrade blijven trainen en vond in januari 2012 in KVK Tienen een nieuwe club. In het seizoen 2012/13 speelde hij voor RFC Union La Calamine en van 2014 tot begin maart 2016 speelde Lachambre voor Solières Sport.

## Clubstatistieken
| Seizoen | Club           | Land      | Competitie     | Duels | Goals |
| ------- | -------------- | --------- | -------------- | ----- | ----- |
| 1998/00 | RWDM           | België    | Tweede klasse  | 54    | 0     |
| 2000/01 | KRC Harelbeke  | België    | Jupiler League | 29    | 0     |
| 2001/02 | Roda JC        | Nederland | Eredivisie     | 17    | 0     |
| 2002/03 | Roda JC        | Nederland | Eredivisie     | 0     | 0     |
| 2003/04 | Roda JC        | Nederland | Eredivisie     | 2     | 0     |
| 2004/05 | → FC Eindhoven | Nederland | Eerste divisie | 13    | 2     |
| 2005/06 | Roda JC        | Nederland | Eredivisie     | 31    | 0     |
| 2006/07 | Roda JC        | Nederland | Eredivisie     | 26    | 0     |
| 2007/08 | Roda JC        | Nederland | Eredivisie     | 0     | 0     |
| 2008/09 | Roda JC        | Nederland | Eredivisie     | 2     | 0     |
| 2009/10 | Roda JC        | Nederland | Eredivisie     | 10    | 0     |
| 2010/11 | Roda JC        | Nederland | Eredivisie     | 3     | 0     |
| 2011/12 | KVK Tienen     | België    | Tweede klasse  | 12    | 0     |
| Totaal  | Totaal         | Totaal    | Totaal         | 199   | 2     |